# Aplonis atrifusca
El estornino de Samoa (Aplonis atrifusca) es una especie de ave paseriforme de la familia Sturnidae endémica del archipiélago de Samoa. 

## Descripción
Mide alrededor de 25 cm de largo, y tiene un pico robusto. La especie tiene un plumaje pardo oscuro brillante. Sus vocalizaciones incluyen varios silbidos y otros sonidos. Este estornino se alimenta de una variedad de frutas, sobre todo guayaba, y de insectos. Poco se sabe de su apareamiento o hábitos sociales, pero parece que anidan todo el año, en las cavidades de los árboles. Sus huevos son de color azul pálido.

## Distribución y hábitat
Se encuentra en todos las islas del archipiélago de Samoa. Su hábitat natural son los bosques húmedos tropicales en las islas volcánicas, donde es común y más visible que el estornino de Polinesia, que se encuentra en el mismo hábitat.